# Пруссы

Пруссы среди других балтских племён (около 1200 года). Восточные балты показаны оттенками коричневого цвета, западные — зелёного. Границы приблизительны

Пруссы в XIII веке

Пру́ссы (греч. Βορουσκοί, лат. Borusci) — группа балтийских племён, населявшая в IX/X—XVIII веках южное побережье Балтийского (Варяжского) моря между нижним течением рек Висла и Неман (современную территорию Калининградской области России, южной части Клайпедского уезда Литвы, а также Варминско-Мазурского воеводства Польши).
Источники IX—XIII веков свидетельствуют о далеко зашедшем процессе разложения первобытно-общинного строя, зарождении государственности и образовании к XIII веку конфедерации 11 земель, управлявшихся знатью. Хотя язык и культурные особенности пруссов не сохранились, в Федеративной Республике Германия потомками пруссов[каких?] считают себя свыше одного миллиона человек. Общепринято считать пруссов принадлежащими к группе балтских племён, либо конкретно к западнобалтским народам. Сами пруссы называли себя другим именем — «сембы».

## Название
Слово «пруссы» — не самоназвание народа. Так никогда сами себя не называли ни пруссы в целом, ни ни одно из племён прусского союза. У самих пруссов внутри каждого племени было собственное самоназвание, в зависимости от территории проживания: сембы из Самбии (по-прусски — «земля»), натанги из Натангии, помезане из Помезании, погезане из Погезании, вармийцы из Вармии, скальвы из Скаловии (скальвы, так же как и жившие в Пруссии галинды и ятвяги, рассматриваются и как отдельный от пруссов народ) и так далее, а также по именам прусских родов (барты). Это говорит об отсутствии государственной самоорганизации, которая обязательно дала бы пруссам общее самоназвание. Пруссы были только союзом балтских племён, связанных с другими балтскими племенами общей религией, а главные жрецы носили титул криве/кривейто/криве/кривайтис.
Пруссы называли свою землю «Островное царство» («Ульмигания», «Ульмигерия», «Ульмеригия» в готском варианте) — полуостров Самбия считался до XII века островом, ограниченным водами Балтийского моря и реками Преголя и Дейма. В целом же прусские земли, когда пруссы добились наибольшего расцвета, простирались от Вислы до Немана.

### Этимология
Впервые этноним упоминается в анонимном Баварском Географе в форме Bruzi в качестве названия народа, живущего восточнее Вислы. Время написания этого списка точно не известно, большинство исследователей относят его к 1-й половине IX века; в таком случае можно допустить, что термин «пруссы» как название древнепрусского этноса или общее наименование ряда западно-балтских племён (кланов) появилось не позже начала или 1-й половины IX века.
В дальнейшем этот термин в форме «брузи», «брутери», «прецун», «прутены», «брусы», «бороссы», «боруссы» встречается в европейских и восточных средневековых источниках, обозначая население, проживавшее между реками Висла и Неман. В первой испанской хронике «Estoria de Espanna» (1282 или 1284 год), подготовленной королём Альфонсо X, упоминаются холодные острова Нуруэга (Норвегия), Дасия (Дания) и Прусия (Prucia).
Слова, созвучные названию пруссов, встречаются в разных языках: санскр. पुरुष (puruṣa) — «человек», гот. «𐍀𐍂𐌿𐍃» (prus) — «конь, мерин» (Адам Бременский упоминает, что пруссы ели конину и пили кобылье молоко и конскую кровь, а имущество умерших у них делилось по итогам состязаний всадников).
Народная этимология связывает название «пруссы» с именем Русне, которое на средневековых немецких картах писалось как Ruß (Русс). Названия Прус- и Рус- (Rus), по всей видимости, являются однокоренными.
В немецкой историографии распространено представление о том, что пруссы — народ, живущий по реке Росса/Русса, как назывался Неман в нижнем течении. Такой же точки зрения придерживается М. В. Ломоносов в труде «Древняя российская история». В настоящее время Русной/Русне называется правый рукав Немана — разбивающегося в дельте на много «рукавов», у каждого из которых собственное имя, — а также находящийся в этом рукаве остров и древний населённого пункт. Название происходит от литовского (балтского) слова (корня) русянти (rusenti), то есть «медленно течь» (другое значение — «медленно гореть»).
По другим данным, предки пруссов, перед тем как осесть у побережья Балтийского моря, обитали в скифских степях в бассейне реки Дон. Согласно этой гипотезе, название племени и занятой им земли имеет сугубо славянское происхождение, поскольку вполне соответствует славянской морфологии топонимов (Po-Rusi), со временем пройдя через определённые фонетические изменения — от Po-Rusi до Prussia.
По свидетельству польского хрониста французского происхождения Галла Анонима (XI—XII века), во времена Карла Великого, «когда Саксония была по отношению к нему мятежна и не принимала ярма его власти», часть населения Саксонии переправилась на кораблях в будущую Пруссию и, заняв эту область, дала ей имя «Пруссия». 
По замечанию некоторых исследователей романтиков[каких?] , название страны пруссов (Prūsa произносится как «Пру́са») созвучно древнему имени страны фризов (Frusa — «Фруза»). Возможно также происхождение от слова прусского языка, означающего «лицо», «изображение».

## История

### Античность и раннее Средневековье
Первое сообщение об укладе жизни древних пруссов (aestii, Aestiorum gentes) относится к концу. Оно встречается в написанном в I веке труде римского историка Тацита «Германия», 2 ч., где об образе жизни эстиев сообщалось:

Гл. XLV. 
За свионами находится другое море (Балтийское), тихое и почти неподвижное; что это море опоясывает и замыкает земной круг, удостоверяется тем, что последнее сияние уже заходящего солнца продолжается до восхода и настолько ярко, что помрачает звезды. Воображение прибавляет к этому, что, когда солнце выплывает из воды, слышен шум и видны очертания лошадей и лучи вокруг головы (феба)... И только до этих мест продолжается земля, и молва об этом справедлива.
Итак, правым берегом Свебского моря омывается земля племён эстиев (от Вислы до Рижского залива), у которых обычаи и внешний вид, как у свебов, а язык больше похож на британский (не свебский и не британский). Они поклоняются матери богов (у балтов много матерей богинь) и как символ своих верований носят изображения кабанов (клыки). Это у них заменяющая оружие защита от всего, обеспечивающая безопасность почитателю богини даже среди врагов. Они не охотно пользуются железным оружием, чаще дубинами. Хлеба и разные овощи выращивают усерднее ленивых германцев.
Единственные рыщут по морю, на его отмелях и даже на самом берегу в поисках янтаря, который сами называют glēs, но какова его природа и откуда он брался, они, будучи варварами, не доискиваются и не имеют об этом сведений. Он даже долго валялся у них среди других отбросов моря, пока наша страсть к роскоши не создала ему славу. Сами же они его совсем не употребляют. Собирается он в грубом виде, приносится (на рынок) без всякой отделки, и они с удивлением получают за него плату...
Видно, однако, что это сок деревьев, так как в янтаре очень часто просвечивают животные, водящиеся на земле, даже крылатые, которые, завязли в жидкости, потом застревают там, когда вещество это затвердеет, и я думаю, что как в отдалённых местах Востока есть особенно плодоносные рощи и леса, где сочатся ладан и бальзам, так и на островах, и в землях Запада есть такие места, в которых жидкий янтарь, вытекающий под влиянием горячих лучей солнца, падает в близко находящееся море и силой бурь выбрасывается волной на встречаемые ею берега. Если захотеть испытать свойства янтаря, приблизивши к нему огонь, то он загорится, как факел из смолистого дерева, и получится густое и сильно пахучее пламя, после чего он делается мягким и липким, как смола.

Король Англии Альфред Великий, переводя в то время хронику Орозия, в свой перевод включил, среди прочего, пассаж по географии и этнографии восточного побережья Балтийского моря. Сведения о населении этого побережья королю сообщили мореплаватели Вульфстан (~ 890—893) и Отер. О лежащей к востоку от нижней Вислы Эстландии (Eastland — «Страна эстиев») Вульфстан говорит:

Она очень велика и там много городов и в каждом городе есть король, и там также очень много мёду и рыбной ловли. Король и богатые люди пьют кобылье молоко, а бедные и рабы пьют мёд. И много войн бывает у них; и не употребляется пиво среди эстиев, но мёду там достаточно.
И есть у эстиев обычай, что если там умрёт человек, он остаётся лежать внутри [дома] несожжённым у своих родственников и друзей в течение месяца, а, иногда, и двух; а короли и другие знатные люди — тем дольше, чем больше богатства, они имеют; и иногда они остаются несожжёнными в течение полугода и лежат поверх земли в своих домах. И всё время, пока тело находится внутри, там происходят пир и игра до того дня, пока они его не сожгут.
Затем в тот самый день, когда они его решают вынести к костру, они делят его имущество, которое остаётся после пира и игр, на пять или шесть [частей], иногда больше, в зависимости от размера имущества. Из него наибольшую часть они кладут примерно на расстоянии одной мили от города, затем другую, потом третью, пока не будет положено всё в пределах мили; и наименьшая часть должна находиться ближе всего к городу, в котором лежит мёртвый человек. Затем собираются все мужчины, имеющие наиболее быстрых лошадей в стране, примерно на расстоянии пяти или шести миль от того имущества.
Затем мчатся они все к имуществу; и тот человек, который имеет быстрейшую лошадь, приходит к первой и крупнейшей части, и так один за другим, пока всё не будет взято; и наименьшую долю берёт тот, кто достигает ближайшей к селению части имущества. И затем каждый едет своей дорогой с имуществом, и принадлежит оно им полностью; и потому там быстрые лошади чрезвычайно дороги. И когда его сокровища таким образом полностью розданы, тогда его выносят наружу и сжигают вместе с его оружием и одеждой <…>.

Средневековые хронисты (за исключением польских) не отмечают больших войн, которые бы вели пруссы против своих соседей, наоборот — чаще сами пруссы становились объектом набегов, о чём повествует Саксон Грамматик и сообщает арабский писатель 2-й половины X века Ибрагим ибн Якуб. Последний пишет, что «Брусы [пруссы] живут у Мирового Океана и имеют особый язык. Они не понимают языки соседних народов [славян]. Они известны своей смелостью <…>. Названы русы [Ряд северных народов, включая русов, не причисляются к сакалибам (славянам), хотя отмечается, что они смешались с ними и говорят на их языке] нападают на них на кораблях с запада».
Процесс разложения родового строя, который, судя по данным археологии, у пруссов происходил в III—XIII(?) вв., продолжавшееся с VII(?) по X в. (включительно) засилие скандинавов на восточном побережье Балтийского моря и (гипотетическое) отсутствие политического единства прусских земель не позволяли пруссам создавать большую армию, но в то же время они успешно отбивались от соседей, а в XII—XIII вв. даже совершали опустошительные набеги на владения куявских и мазовецких княжеств. Пруссы, которые в отличие от некоторых западнославянских племён (бодричей и руян) не упоминаются в пиратстве на Балтике, занимались, кроме земледелия и скотоводства, добычей янтаря, торговлей, рыболовством, охотой, оружейным промыслом. Всплеск янтарной торговли пруссов с Римской империей (I—II вв.) привёл к тому, что к исходу т. н. римского периода (I—IV вв.) область расселения пруссов становится самой богатой во всем балтоязычном ареале; земледелие же, по мнению некоторых исследователей, становится ведущим занятием пруссов только в XI—XII вв.
Адам Бременский в 1070-х годах оставил такой отзыв о «самбах» («самбами» он именовал всех тогдашних пруссов):

Населяют его самбы, или пруссы, люди весьма доброжелательные. Они, в отличие от предыдущих, протягивают руку помощи тем, кто подвергся опасности на море или испытал нападение пиратов. Тамошние жители очень низко ценят золото и серебро, а чужеземных шкурок, запах которых донёс губительный яд гордыни в наши земли, у них в избытке <…>.
Можно было бы указать многое в нравах этих людей, что достойно хвалы, когда бы только они уверовали во Христа, проповедников которого ныне жестоко преследуют <…>. Тамошние жители употребляют в пищу мясо лошадей, используя в качестве питья их молоко и кровь, что, говорят, доводит этих людей до опьянения. Обитатели тех краёв голубоглазы, краснолицы и длинноволосы.

### Первые попытки христианизации

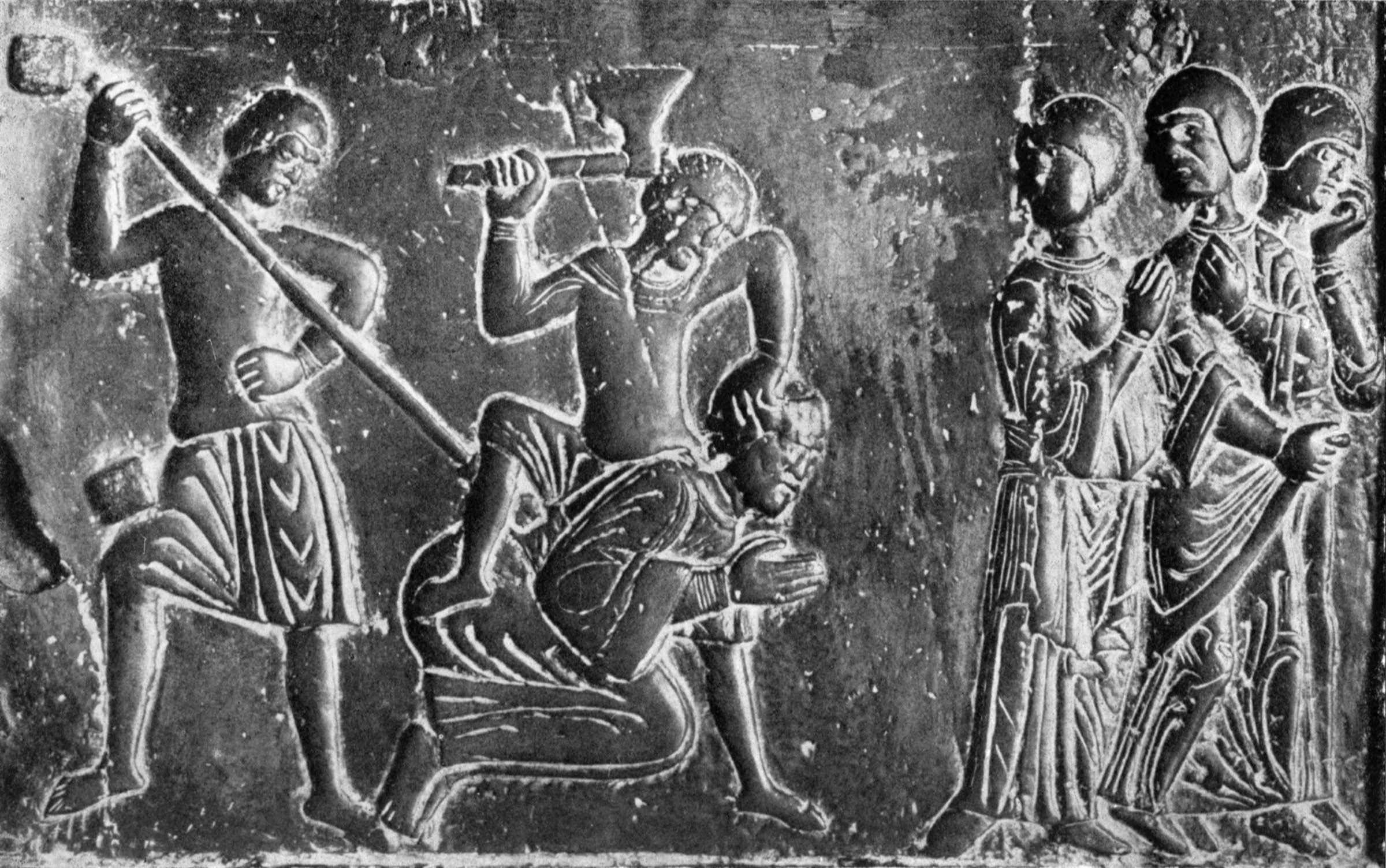
Пруссы убивают Св. Адальберта. Средневековая миниатюра

Европа не раз предпринимала попытки христианизации пруссов, особенно после принятия Польшей христианства в 966 году. Самой известной попыткой такого рода стала миссия монаха-бенедиктинца, епископа пражского Адальберта. В преддверии 1000 года, с которым в тогдашней Европе многие связывали «второе пришествие Христа» и «страшный суд», Адальберт решил совершить миссийное путешествие в Пруссию. В 997 году он прибыл в тогда ещё кашубский Гданьск; взяв там в попутчики двоих монахов, он отправился на лодке в Пруссию и вскоре высадился на берег в районе Самбийского полуострова. В землях пруссов Адальберт провёл лишь 10 дней. Сначала пруссы, приняв Адальберта за торговца, встретили его дружелюбно, но, поняв, что он пытается им проповедовать, стали прогонять прочь. Учитывая, что Адальберт прибыл со стороны Польши, являвшейся тогда главным врагом пруссов, нетрудно понять, почему пруссы посоветовали Адальберту «убираться туда, откуда [он] пришёл». В конце концов монах забрёл в священную рощу пруссов, которые восприняли это как богохульство. За свою роковую ошибку Адальберт был заколот копьём. Это произошло в ночь на 23 апреля 997 года рядом с нынешнем посёлком Береговое (Калининградская обл., неподалёку от г. Приморск). Тело погибшего миссионера выкупил великий князь польский Болеслав I Храбрый.
Несмотря на неудачу миссии Адальберта, попытки христианизации пруссов не прекратились. В 1008 или 1009 году в Пруссию отправился миссийный архиепископ Бруно Кверфуртский. Как и Адальберт, Бруно был убит пруссами. Это произошло 14 февраля 1009 года на стыке трёх стран, то есть Пруссии, Руси и Литвы.

### Исчезновение прусской народности
В XIII веке под предлогом христианизации пруссов их земли завоевал Тевтонский орден. Первые отряды рыцарей этого ордена появились в Пруссии в 1230 году — уже после того, как папа Римский в 1218 году издал буллу, приравнивающую крестовый поход в Пруссию к крестовым походам в Палестину.
Начался процесс заселения прусских земель немецкими колонистами, которые селились около основанных рыцарями замков. Эти замки и возникшие под их защитой города послужили главными опорными пунктами германизации коренного населения. Племенная знать на язык завоевателей перешла примерно к исходу XIV века, но сельское население ещё долго оставалось этнически прусским (за исключением северных и южных областей будущей Восточной Пруссии).
Из смешения прусского, литовского и частично польского населения Восточной Пруссии с немецкоязычными колонистами к началу XX века сложилась особая субэтническая группа — немцы-пруссаки, а временем окончательного исчезновения прусской народности условно можно считать 1709—1711 годы, когда от голода и эпидемии чумы погибло около половины населения древнепрусских земель, включая последних носителей прусского языка.
Часть пруссов вошла в состав литовского этноса как летувининки.
Небольшая часть пруссов во время их насильственной латинизации бежали в Великое княжество Литовское и поселились на территории современной Северо-Западной части Белоруссии (Гродно, Слоним, Вороновский и др. районы), где по сей день существуют поселения в основном литовскоязычных бартяков (от субэтнонима *bartai), то есть потомков средневековых бартов.

### Краткая хронология древнепрусской истории
Хронология развития древнепрусской народности до захвата земель Тевтонским орденом.
- 51—63 гг. — появление на Янтарном берегу Балтики римских легионеров, первое упоминание эстиев в античной литературе (Плиний Старший);
- 180—440 гг. — появление на Самбии групп северогерманского населения;
- 425—455 гг. — появление на побережье Вислинского залива представителей гуннской державы, участие эстиев в гуннских походах, распад державы Аттилы и возвращение на родину части эстиев (по легендам);
- 450—475 гг. — формирование начал прусской культуры;
- 514 г. — легендарная дата прихода в прусские земли братьев Брутена и Видевута с войском, ставших первыми князьями пруссов. Легенда поддерживается переходом от археологической культуры кимвров к появлению признаков материальной культуры северогерманских воинов;
- ок. 700 г. — битва на юге Натангии между пруссами и жителями Мазур, пруссы победили[кого?](непонятно, поскольку Мазурия тогда была частью прусского же племенного союза).[источник не указан 1739 дней] Основание в устье р. Ногат первого в земле пруссов торгово-ремесленного центра — Трусо; через него в Пруссию[англ.] стало поступать серебро в виде монет;
- ок. 800 г. — появление на Самбии датского викинга Рагнара Лодброка. Набеги викингов не прекращались последующие 400 лет. Основание на севере Самбии торгово-ремесленного центра Кауп;
- 800—850 гг. — пруссы становятся известны под таким именем (Баварский Географ);
- 860—880 г. — Трусо разрушен викингами. Путешествие англосакса Вульфстана на западную границу земли пруссов;
- 983 г. — первый русский поход на южные окраины земли пруссов;
- 992 г. — начало польских походов в землю пруссов;
- 997 г. — мученическая смерть 23 апреля на севере Самбии св. Адальберта, первого христианского миссионера Пруссии;
- 1009 г. — смерть на границе Литвы и Руси миссионера Бруно Кверфуртского;
- 1010 г. — уничтожение польским королём Болеславом I Храбрым святилища пруссов Ромове в Натангии;
- 1014—1016 гг. — поход датского конунга Канута Великого на Самбию, разрушение Каупа;
- конец XI в. — уход прусской дружины за пределы Самбии, пруссы вторгаются к соседям;
- 1110—1111 г. — поход польского короля Болеслава III на прусские земли Натангию и Самбию;
- 1147 г. — совместный поход русских и польских войск на южную окраину земли пруссов;
- ок. 1165 г. — появление в Новгороде Великом Прусской улицы; поход Болеслава IV в землю пруссов и гибель его войска в Мазурских болотах;
- 1206 г., 26 октября — булла папы Иннокентия III о христианизации пруссов — начало крестового похода против пруссов
- 1210 г. — последний датский набег на Самбию;
- 1222—1223 гг. — крестовые походы польских князей на пруссов;
- 1224 г. — пруссы переходят р. Вислу и сжигают Оливу и Древеницу в Польше;
- 1229 г. — польский князь Конрад Мазовецкий уступает на 20 лет Хелминскую землю Тевтонскому ордену;
- 1230 г. — первые военные действия немецких рыцарей-братьев против пруссов у замка Фогельзанг. Булла папы Григория IX, дающая Тевтонскому ордену право крещения пруссов;
- 1233 г. — поражение пруссов в битве при Сиргуне (Помезания);
- 1239—1240 г. — основание замка Бальга, его осада пруссами и деблокада;
- 1241 г. — обращение в православие под именем Иоанна пришедшего в Новгород прусского военачальника Гландо Камбило, сына Дивона, родоначальника фамилии Романовых. Набег монголов на Пруссию;[24]
- 1242—1249 гг. — первое восстание пруссов против ордена в союзе с поморским князем Святополком;
- 1249 г. — Христбургский мирный договор, юридически закрепивший завоевание орденом юго-западной земли пруссов;
- 1249 г., 29 сентября — победа пруссов под Круке (Натангия);
- 1249—1260 гг. — второе восстание пруссов;
- 1251 г. — столкновение прусского отряда с русским войском князя Даниила Галицкого у р. Лык;
- 1254 г. — начало похода короля Чехии Оттокара II Пшемысла на Самбию;
- 1255 г. — основание замков Кёнигсберг и Рагнит;
- 1260—1283 гг. — третье восстание пруссов;
- 1283 г. — захват крестоносцами Ятвягии, закрепивший победу Тевтонского ордена над пруссами.

### Предположение о славянском происхождении пруссов
Славянская хроника Гельмольда относит пруссов к племенам славян, а прусский язык называет славянским. «Славянским» она, однако, называет и венгерский язык.
Версию о славянском происхождении пруссов отстаивал Мавро Орбини в опубликованной в 1601 году книге «Славянское царство».
Из пруссов Понеманья считали себя, согласно житиям святых, владимирские князья начала XVI века. Эту версию о своём происхождении активно развивал Иван Грозный, причём считал, что его прусские предки были потомками Августа. 
Версию Ивана Грозного поддерживал Михаил Васильевич Ломоносов, придерживаясь славянской версии происхождения пруссов в своём историческом труде «Древняя российская история»:

Приступая к показанию варягов-россов, кто они и какого народу были, прежде должно утвердить, что они с древними пруссами произошли от одного поколения. Сие разумеется не о крыжаках или нынешних бранденбургцах, но о старожилах прусских, которые ещё и поныне живут рассеяны по некоторым селам в Пруссии и тем же языком говорят, который употребляют литва, жмудь, курландцы, ибо в городах живущие дворяне и мещане суть приезжие немцы, которые теми землями около тринадцатого столетия завладели по неправедному папскому благословению.
Литва, Жмудь и Подляхия исстари звались Русью, и сие имя не должно производить и начинать от времени пришествия Рурикова к новгородцам, ибо оно широко по восточно-южным берегам Варяжского моря простиралось от лет давных. < … >
Показав единство с пруссами россов и сих перед оными преимущество, должно исследовать поколение, от какого народа обои происходят, о чём наперед мое мнение объявляю, что оба славенского племени и язык их славенский же, токмо чрез смешение с другими немало отдалился от своего корени. Хотя ж сего мнения имею сообщников Претория и Гельмолда, из которых первый почитает прусский и литовский язык за отрасль славенского, другой пруссов прямо славянами называет, однако действительные примеры сходства их языка со славенским дают их и моему мнению большую вероятность. Летский язык, от славенского происшедший, один почти с теми диалектами, которыми ныне говорят в Жмуди, в северной Литве и в некоторых деревнях оставшиеся старые пруссы.
Явные свидетельства о сходстве древнего прусского языка найдет, кто, кроме идолов, имена жрецов, волхвов и слова, что в обрядах употреблялись, рассмотрит и грамматическое их происхождение. Прочие помянутого языка отмены извиняются подобием вендского наречия, которое, столько ж от коренного славенского языка по соседству с немцами, как летский по близости с чудским, испортясь, отдалилось.
Итак, когда древний язык варягов-россов один с прусским, литовским, курландским или летским, то, конечно, происшествие и начало своё имел от славенского как его отрасль.

## Генетика
Согласно российским исследованиям 2017 года, изучение ДНК древнепрусского захоронения XI века (Y-68, Yrzekapinis/Klinstovka-1, XI век) позволило выявить лишь отдельные маркеры (ввиду плохой сохранности костных останков), которые, тем не менее, говорят о серьёзной вероятности наличия Y-гаплогруппы R1a-M198 (66 % вероятности согласно стандартному предиктору Haplogroup Predictor, вероятность гаплогруппы E1b1a — 11,6 %, E1b1b — 16,3 %). Аналогичное исследования ДНК эстия (прото-прусса) (захоронение Do-367 (Dollkeim-Kovrovo), IV—VI век) позволило выявить больше маркеров (ввиду лучшей сохранности останков), также говорящих о высокой вероятности наличия Y-гаплогруппы R1a-M198 (83 % вероятности согласно стандартному предиктору Haplogroup Predictor, вероятность гаплогруппы R1b — 15,5 %).

## Язык и письменность
Прусский язык относился к западнобалтской группе индоевропейских языков и был более всего близок куршскому, земгальскому и ятвяжскому языкам. Собственных памятников письменности пруссы не оставили, и судить об их языке можно только по косвенным, в основном немецким, источникам (два очень ограниченных по объёму словаря, три перевода Катехизиса, лишь один из которых представляет собой длинный текст, ряд очень коротких фраз, пословица, шуточное двустишие, сочинённое прусским студентом в Праге). Большинство из них составлены уже после немецкой колонизации Пруссии (причём отчасти не носителями, а немцами), поэтому отражённый в них прусский язык проявляют сильное немецкое влияние. Некоторое представление о прусском языке даёт довоенная топонимика бывшей Восточной Пруссии.
Как свидетельствует Пётр из Дусбурга, письменности у пруссов к XIII веку не было:

В самом начале они весьма дивились тому, что кто-то, отсутствуя, мог пояснить свои намерения буквами <…>. Не было у них ни различия, ни счёта дней. Вот почему случается, что когда назначается срок для проведения совещания или переговоров между собой или с иноземцами, то один из них в первый день делает зарубку на каком-либо дереве или завязывает узел на шнурке или поясе. Во второй день он прибавляет снова второй знак, и так по одному, пока не дойдёт до того дня, когда должен быть заключён этот договор.— Пётр из Дусбурга, Хроника Земли Прусской

## Территориальная организация прусских земель

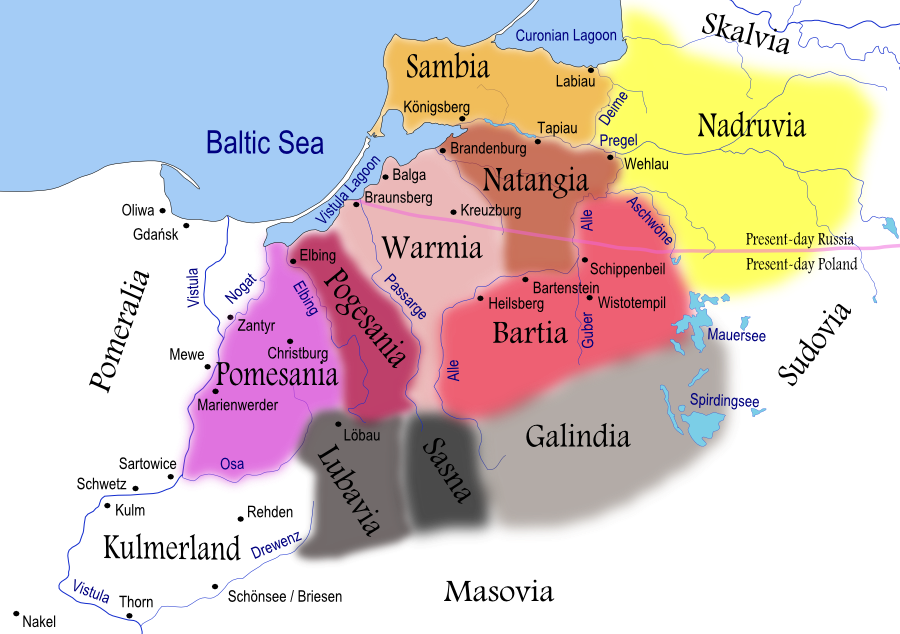
Прусские племена в XIII веке. Указанные города и замки были построены Тевтонским орденом в ходе колонизации территории пруссов.

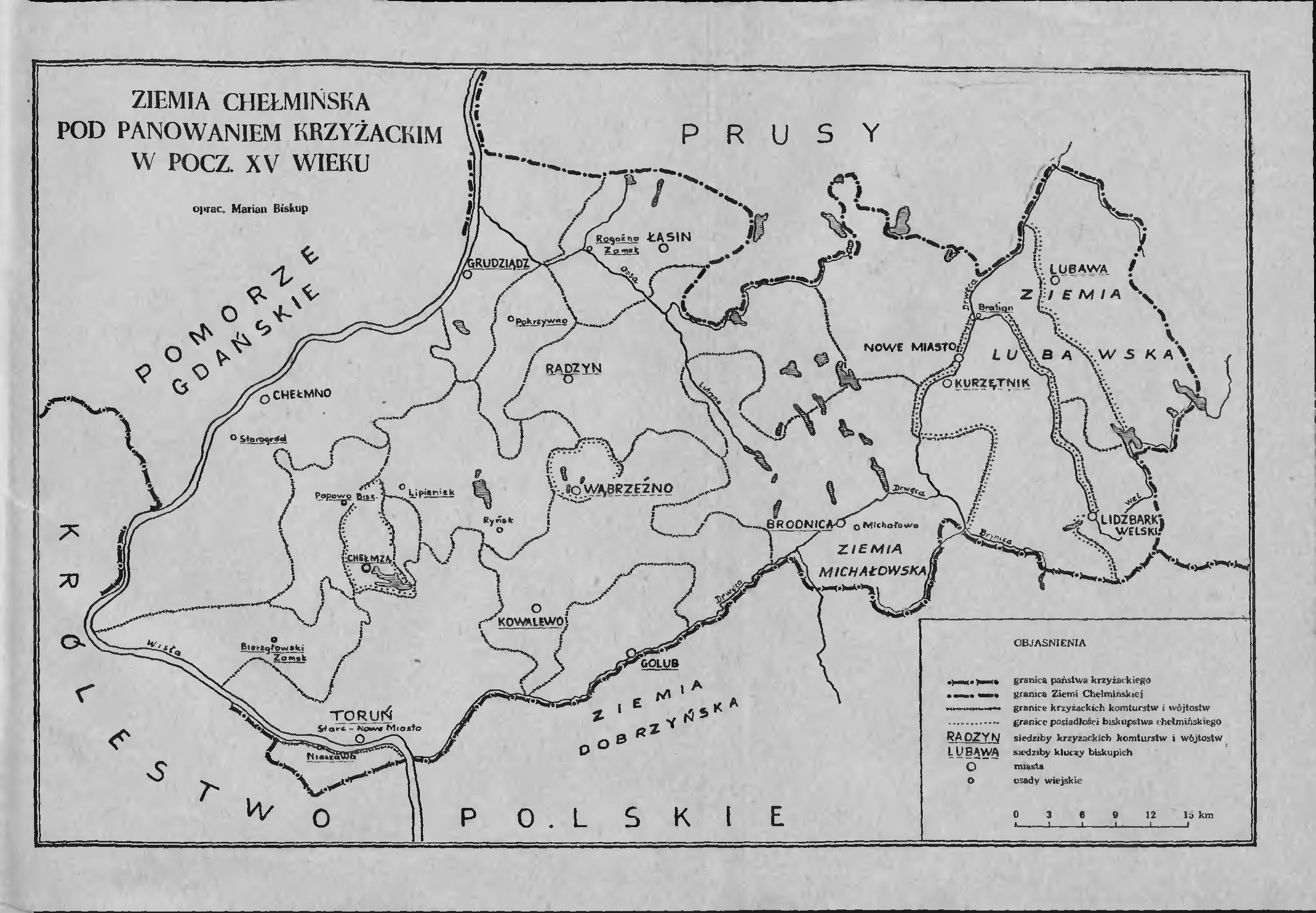
Хелминская земля и Любава в XV век.

Список прусских земель, известных из источников (в основном крестоносцев):
- Скаловия (Scalovia), Skalva
- Надровия (Nadrovia), Nadruva
- Самбия (Sambia), Semba
- Нотангия (Notangia), Notanga
- Вармия (Varmia), Varmė
- Бартия (Bartia), Barta
- Помезания (Pomezania), Pamedė
- Погезания (Pogezania), Pagudė
- Хелминская земля (Culmigeria, Ulmigeria), Земля Кулма, Kulmo žemė, Kulmas
- Любава (Lubavia), Lubava
- Сасновия (Sasna), Sasnava
- Галиндия (Galindia), Galinda.

Однако этот список древнебалтских западных земель (племён) — больше политическое, чем языковедческое группирование (в этом списке балтские земли и племена, завоёванные крестоносцами в XIII веке, вне зависимости от их разговорных наречий). Племена Skalviai, Nadruviai и, скорее всего, Galindai, как показывают местные топонимы и гидронимы, говорили на наречиях, намного более близких к древнелитовским, чем к прусским, известным из нескольких письменных источников. В связи со скудостью и «онемечиванием» этих письменных источников, отображающих разные прусские и ятвяжские наречия, а также из-за сравнительно большой близости между древними прусскими, ятвяжскими и литовскими наречиями, сейчас очень трудно установить чёткие границы распространения этих разных балтских говоров в средние века.
Западнее всех этих земель, на побережье Балтийского моря — Померании (Приморья), как показывает древняя гидронимика, тоже тысячелетиями жили древнепрусские племена.
Однако примерно в 650—850 годы в эти земли приходят славянские племена и смешиваются с местными прусскими племенами, создав несколько племён (племенных союзов): полабы, велеты (позже лютичи) на западе и поморяне на востоке. С 800 года тут возникают различные скандинавские поселения и торговые пункты, включая Ральсвик, Альтес-Лагер, Волин (затем Винета или Йомсборг Йомсвикингов).
Прусская народность состояла из 9 или 10 (?) племён (кланов), каждое из которых проживало в своей области, или «земле».
- Кульмская, или Хелминская земля. Находилась в юго-западном углу Пруссии[англ.], в соседстве с польскими (куявскими) землями, примыкала к правому берегу Вислы и орошалась тремя её притоками. Ведутся споры об этнической принадлежности населения этой земли; вероятно, древнейшими её жителями были пруссы, которых в X—XII в. вытеснили поляки. К XIII веку из-за войн Кульмская земля обезлюдела, а с приходом Тевтонского ордена начала заселяться немцами. Но даже в 1410 году Хелмская хоругвь Тевтонского ордена в значительной степени состояла из славян.
- Сасния/Сассовия, самая южная область Пруссии. Находилась к востоку от Кульмской земли. В состав Сассии предположительно входила к XIII веку уже полонизированная волость Любово; от Польши Сассия отделялась рекой Браницей.
- Помезания, к северу от Хельминской земли, вдоль правого берега нижней Вислы.
- Погезания, севернее Помезании и по Балтийскому побережью. По наиболее распространённой версии, название этой земли происходит от прусского корня, означающего «край, поросший зарослями кустарников». Здесь находился важный торговый город пруссов Трусо, упоминаемый в IX веке.
- Вармия, северо-восточнее Погезании, по берегу Вислинского залива.
- Натангия, к северо-востоку от Вармии, от Вислинского залива эту землю отделяла узкая полоса Вармии. Наиболее густо был заселён натангами левый берег реки Лына.
- Самбия, занимала полуостров Самбия (Земланд). Жители именуются также сембами. Ныне — территория Калининградской области.
- Надровия, к востоку от Самбии и Натангии, в бассейне реки Прегель. Ныне — территория Калининградской области.
- Галиндия, самая юго-восточная область Пруссии на её границе с Мазовией. Полагают, что в XII—XIII в. галинды были поглощены ятвягами и мазурами.
- Бартовия/Барта, занимала центрально-восточную часть древнепрусской территории.

Каждая прусская земля делилась на несколько т. н. полей (пулкэ/полкэ), а каждое поле (территория проживания отдельного рода) — на несколько сельских общин.
Центром прусского поля (эту территориальную единицу условно можно именовать и «волостской», — если в данном случае позволительно ссылаться на литовскую аналогию XIV в.) было укреплённое городище. Одним из таких городищ было *Тувангстэ, над которым с Х или XI века возвышалась деревянная крепость *Вангстэпиле. На её месте в 1255 году как замок крестоносцев был основан Кёнигсберг (ныне — Калининград).
Прусская сельская община, которую возглавлял старейшина, состояла обычно из одного крупного села (каймс/каймис) и нескольких мелких поселений (ед. число вайсис,— ср. с русским весь).
К XIII веку общая численность прусской народности достигала по современным оценкам до 200—250 тысяч человек, а общая площадь прусских земель — 40—45 тыс. км².

## Общественная организация
По сравнению с соседними польскими землями общественная организация пруссов была весьма примитивна. Больших городов у них не было даже к XIII в. (не знали они и каменного зодчества), хотя строили крепости для обороны. Процесс расслоения прусского общества завершился задолго до немецкого нашествия, но новая феодальная прослойка не успела оформиться в сильный класс, способный противостоять немецкой и польской экспансии.
В XI—XIII вв. прусское общество составляли следующие классы: жречество, знать, «свободные люди» (то есть купцы, свободные крестьяне и свободные ремесленники) и «рабы» (все зависимые люди). Служивая знать состояла из зажиточных владельцев укреплённых усадеб. Представителей верхушки этого класса в российской исторической традиции называют «князьями», а в европейской — «королями». По-прусски же их называли «кунигсами» (ед. число кунигс или (на «помезанском наречии») конагис), а «простых» витязей — «витингсами» либо «витингисами».
Кунигсы были инициаторами грабительских набегов на Польшу. Известно, что для таких набегов прусские дружины объединялись под началом одного наиболее уважаемого кунигса, однако вопрос существования у пруссов единого государства в IX—XIII в. остаётся открытым.
Прусское общество было патриархальным. Абсолютным главой семьи являлся мужчина, жену себе он покупал и потом рассматривал как собственность. Жёнами пруссов нередко становились захваченные во время набегов на Польшу женщины. Наследование шло только по мужской линии.

## Материальная культура
Хотя земли пруссов были богаты дичью (леса покрывали до 75 % территории прусских земель), основным занятием пруссов было земледелие. Пруссы выращивали рожь, ячмень, овёс, лён. Занимались они также скотоводством и рыболовством. Разводили прежде всего лошадей (конина употреблялась в пищу), крупный рогатый скот и свиней. Охота, не будучи основным средством к существованию, всё же играла важную роль в жизни пруссов.
Кроме сельского хозяйства пруссам были известны и ремёсла. Они знали металлургию железа и бронзы, их кузнецы изготовляли разное оружие и кольчуги. Важными отраслями ремесла были ткацкое и гончарное дело, а также обработка дерева. Однако ремесло так и не успело отделиться от сельского хозяйства, поэтому уровень развития материальной культуры пруссов уступал уровню развития материальной культуры западных их соседей. То, что пруссы не изготовляли сами, они покупали (а иногда и захватывали) у своих соседей. В XI—XIII в. Пруссию посещали купцы из Швеции и Дании. Пруссы у них покупали оружие, соль, металлы. В обмен расплачивались янтарём, мехами, собственными изделиями из металла. Земли пруссов посещали также купцы из Новгорода и Киева, и наоборот — купцы пруссов часто бывали на Руси, о чём свидетельствует, например, то, что в Новгороде существует Прусская улица (впервые упоминается в 1185 г.).

## Религия
Вплоть до немецкой колонизации пруссы оставались язычниками. Сведения об их мифологии в основном происходят из двух источников: Судавской книги и Constitutiones Synodales.
Пруссы верили в загробную жизнь, в частности в реинкарнацию. Тела умерших сжигались (кости затем предавались ритуальному погребению), огню предавалось и всё то, что могло пригодиться покойному в загробной жизни (кони, предметы обихода, украшения, оружие).
Самым важным (но не самым почитаемым) божеством пруссов был «бог неба и земли» Укапирмс (другое его имя было Дэйвс, то есть просто «бог», — ср. с литовским Dievas — «бог» и латышским «Dievs»). За ним шли божество света, магии, войны и всех вод Потримпс, или Свайкстикс, «бог молнии и дождя» Пэркунис, «бог смерти и подземного мира» Патолс и, наконец, «бог изобилия и богатства» Пильвитс, упоминаемый в «Хрониках прусского края» Бреткунасом и идентичный русскому Переплуту. Патолс пруссами воображался как дряхлый старец, Пэркунис (идентичен литовскому Пяркунасу, русскому Перуну, латышскому Пэрконсу) — как мужчина средних лет, Потримпс — как безбородый юноша, а сам Дэйвс — скорее всего, как малолетний мальчик (судя по наличию соответствующего мифологического образа в литовских мифологических сказаниях). «Ниже» Потримпса, Пэркуниса и Патолса (своеобразных ипостасей или эманаций Укапирмса) в прусском пантеоне располагались различные «демоны» и духи.
Местом отправления религиозного культа были для пруссов священные рощи. Самой главной из них была роща по имени Ромовэ, расположенная в районе впадения реки Лавы в реку Преголю, неподалёку от посёлка Знаменска в нынешней Калининградской области. Центром Ромовэ был вековой дуб (дуб у пруссов считался священным деревом), перед которым постоянно поддерживался священный огонь. Позднее на месте Ромовэ располагался хутор Оппен (ныне это территория Зоринского сельсовета Гвардейского района).
Несколько раз в году представители всех прусских кланов и родов собирались в Ромовэ для ритуала жертвоприношения. Во время этих празднеств жрецы и витингсы также обсуждали наиболее важные вопросы, касающиеся жизни всех пруссов.

Поскольку они не знали Бога, они поклонялись всякой твари как божественной, а именно солнцу, луне и звездам, грому, птицам, даже четвероногим животным, даже жабе. У них также были леса, поля и водоемы, которые они считали настолько священными, что не рубили дрова, не осмеливались возделывать поля или ловить в них рыбу.

— Петр Дусбургский: Chronicon terrae Prussiae III,5,53